# Łupice (województwo wielkopolskie)
Łupice – wieś w Polsce położona w województwie wielkopolskim, w powiecie wrzesińskim, w gminie Pyzdry. Miejscowość wchodzi w skład sołectwa Ruda Komorska.
W latach 1975–1998 miejscowość administracyjnie należała do województwa konińskiego.